# Discodes coccurae
Discodes coccurae är en stekelart som beskrevs av Sharkov och Sugonjaev 1995. Discodes coccurae ingår i släktet Discodes och familjen sköldlussteklar. Inga underarter finns listade i Catalogue of Life.